# Horst H. Holthoff

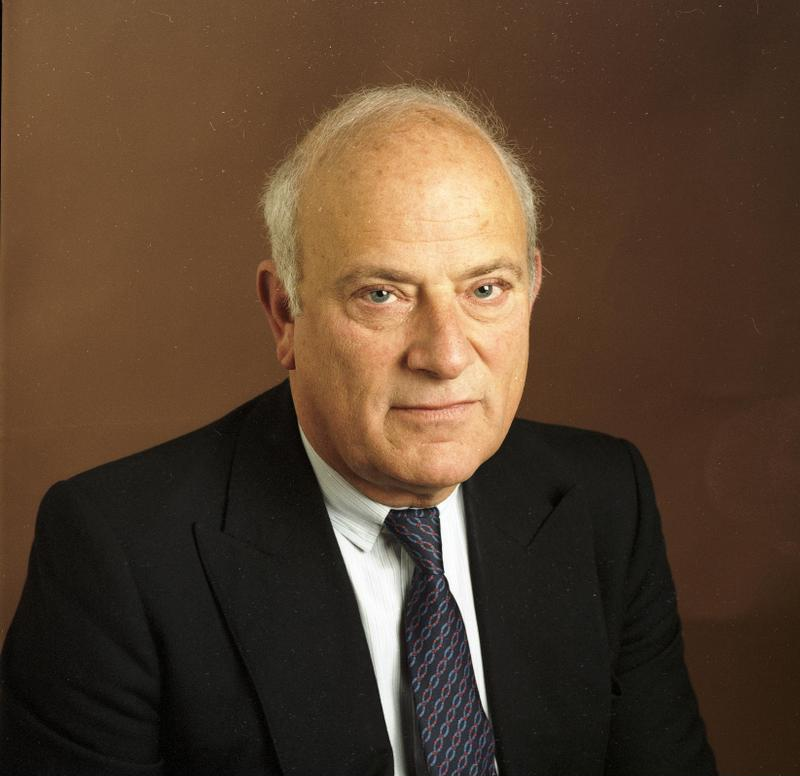
Horst Holthoff (1989)

Horst H. Holthoff (* 10. März 1932 in Hachenburg im Westerwald; † 10. Februar 2012) war ein deutscher Diplomat.

## Leben
Holthoff trat nach einem Studium der Rechtswissenschaften an der Universität zu Köln in den Auswärtigen Dienst ein und war bis Juni 1965 zunächst Zweiter Sekretär an der Botschaft in den USA sowie anschließend dort Erster Sekretär. Im Anschluss war er als Vortragender Legationsrat Erster Klasse Leiter der Dienststelle Berlin des Auswärtigen Amtes, ehe er am 2. Mai 1968 Referatsleiter für Gesandtschafts- und Konsularrecht, Wiedergutmachung, Verkehrsrecht und Beamtenrecht im Auswärtigen Amt in Bonn wurde.
Horst H. Holthoff war im Rang eines Botschafters bis zu seinem Ruhestand am 19. Mai 1997 stellvertretender Generalsekretär der Westeuropäischen Union (WEU) in London sowie Leiter der Vertretung (Head of Mission) im ehemaligen Jugoslawien. Darüber hinaus war er Mitglied der Waffeninspektionsdelegation der Vereinten Nationen im Irak.
Auch nach seiner Versetzung in den Ruhestand befasste er sich mit außen- und verteidigungspolitischen Themen und hielt unter anderem Vorträge an der Friedrich-Schiller-Universität Jena über praktischen Erfahrungen hinsichtlich Krisenprävention und Friedenskonsolidierung.
1965 wurde er von Kardinal-Großmeister Eugène Kardinal Tisserant zum Ritter des Ritterordens vom Heiligen Grab zu Jerusalem ernannt und am 5. Mai 1965 in Jerusalem durch Lorenz Kardinal Jaeger, Großprior der deutschen Statthalterei, investiert.
Er war verheiratet mit Katharina E. Holthoff, geb. Genschow, aus der Ehe stammen zwei Töchter. Darunter die Demenzforscherin Vjera Holthoff.

## Auszeichnungen
- 1966: Ritterschlag zum Ritter vom Heiligen Grab[6]
- 1986: Großes Goldenes Ehrenzeichen für Verdienste um die Republik Österreich[7]
- 1997: Verdienstkreuz am Bande des Verdienstordens der Bundesrepublik Deutschland[6]
- Offizier der Ehrenlegion.[6]

## Veröffentlichungen
- Der Koordinator für die deutsch-französische Zusammenarbeit. Eigenarten, Möglichkeiten und Grenzen einer Institution. In: Adolf Arndt (Herausgeber): Konkretionen politischer Theorie und Praxis: Festschrift für Carlo Schmid zum 75. Geburtstag am 3. Dezember 1971, Stuttgart 1972, S. 424–432, ISBN 3-12-907700-6[8]